# 毛泽东选集第五卷
《毛泽东选集》第五卷是毛泽东从1950年至1958年著作的选集。该书的编辑、出版用了几乎十年的时间，贯穿整个文化大革命。1977年出版，是华国锋“抓纲治国”的主要依据。

## 收录范围
此书原拟选编范围为1949年至1962年间的毛泽东著作。1962年曾有过一个该书的粗编稿；但毛泽东认为中华人民共和国成立以后著作不像1949年以前著作经过检验，不愿立即就出版。1964年《毛泽东著作选读》甲、乙种本，选进了1949年后的部分作品。
| 标题 社会主义革命和社会主义建设时期(一)               | 时间                     | 页码    |
| ----------------------------------------------------- | ------------------------ | ------- |
| 中国人民站起来了                                      | 1949年9月21日            | 3-7     |
| 中国人民大团结万岁                                    | 1949年9月30日            | 8-10    |
| 人民英雄永垂不朽                                      | 1949年9月30日            | 11      |
| 永远保持艰苦奋斗的作风                                | 1949年10月26日           | 12      |
| 征询对待富农策略问题的意见                            | 1950年3月12日            | 13-14   |
| 为争取国家财政经济状况的基本好转 而斗争               | 1950年6月6日             | 15-20   |
| 不要四面出击                                          | 1950年6月6日             | 21-24   |
| 做一个完全的革命派                                    | 1950年6月23日            | 25-29   |
| 你们是全民族的模范人物                                | 1950年9月25日            | 30-31   |
| 给中国人民志愿军的命令                                | 1950年10月8日            | 32      |
| 中国人民志愿军要爱护朝鲜的一山 一水一草一木           | 1951年1月19日            | 33      |
| 中共中央政治局扩大会议决议要点                        | 1951年2月18日            | 34-38   |
| 镇压反革命必须实行党的群众路线                        | 1951年5月                | 39-41   |
| 镇压反革命必须打得稳，打得准， 打得狠                 | 1950年12月-1951年5月20日 | 42-45   |
| 应当重视电影《武训传》的讨论                          | 1951年5月20日            | 46-47   |
| 三大运动的伟大胜利                                    | 1951年10月23日           | 48-52   |
| 关于“三反”“五反”的斗争                                | 1951年11月-1952年3月     | 53-58   |
| 把农业互助合作当作一件大事去做                        | 1951年12月15日           | 59      |
| 元旦祝词                                              | 1952年1月1日             | 60      |
| 中共中央关于西藏工作方针的指示                        | 1952年4月6日             | 61-64   |
| 工人阶级与资产阶级的矛盾是国内 的主要矛盾             | 1952年6月6日             | 65      |
| 团结起来，划清敌我界限                                | 1952年8月4日             | 66-69   |
| 祝贺中国人民志愿军的重大胜利                          | 1952年10月24日           | 70-71   |
| 反对官僚主义、命令主义和违法乱纪                      | 1953年1月5日             | 72-74   |
| 批判大汉族主义                                        | 1953年3月16日            | 75-76   |
| 解决“五多”问题                                        | 1953年3月19日            | 77-79   |
| 对刘少奇、杨尚昆破坏纪律擅自以 中央名义发出文件的批评 | 1953年5月19日            | 80      |
| 批判离开总路线的右倾观点                              | 1953年6月15日            | 81-82   |
| 青年团的工作要照顾青年的特点                          | 1953年6月30日            | 83-87   |
| 关于国家资本主义                                      | 1953年7月9日             | 88      |
| 党在过渡时期的总路线                                  | 1953年8月                | 89      |
| 反对党内的资本主义思想                                | 1953年8月12日            | 90-97   |
| 改造资本主义工商业的必经之路                          | 1953年9月7日             | 98-100  |
| 抗美援朝的伟大胜利和今后的任务                        | 1953年9月12日            | 101-106 |
| 批判梁漱溟的反动思想                                  | 1953年9月16日-18日       | 107-115 |
| 关于农业互助合作的两次谈话                            | 1953年10月、11月         | 116-124 |
| 关于中华人民共和国宪法草案                            | 1954年6月14日            | 125-131 |
| 为建设一个伟大的社会主义国家而 奋斗                   | 1954年9月15日            | 132-133 |
| 关于红楼梦研究问题的信                                | 1954年10月16日           | 134-135 |
| 原子弹吓不倒中国人民                                  | 1955年1月28日            | 136-137 |
| 在中国共产党全国代表会议上的讲话                      | 1955年3月                | 138-156 |
| 驳“舆论一律”                                          | 1955年5月24日            | 157-159 |
| 《关于胡风反革命集团的材料》的 序言和按语             | 1955年5月、6月           | 160-167 |
| 关于农业合作化问题                                    | 1955年7月31日            | 168-191 |
| 农业合作化必须依靠党团员和贫农 下中农                 | 1955年9月7日             | 192-194 |
| 农业合作化的一场辩论和当前的阶 级斗争                 | 1955年10月11日           | 195-217 |
| 《中国农村的社会主义高潮》的序言                      | 1955年9月、12月          | 218-224 |
| 《中国农村的社会主义高潮》的按语                      | 1955年9月、12月          | 225-259 |
| 征询对农业十七条的意见                                | 1956年12月21日           | 260-263 |
| 加快手工业的社会主义改造                              | 1956年3月5日             | 264-266 |
| 论十大关系                                            | 1956年4月25日            | 267-288 |
| 美帝国主义是纸老虎                                    | 1956年7月14日            | 289-292 |
| 增强党的团结，继承党的传统                            | 1956年8月30日            | 293-304 |
| 我们党的一些历史经验                                  | 1956年9月25日            | 305-310 |
| 纪念孙中山先生                                        | 1956年11月12日           | 311-312 |
| 在中国共产党第八届中央委员会 第二次全体会议上的讲话   | 1956年11月15日           | 313-329 |
| 在省市自治区党委书记会议上的讲话                      | 1957年1月                | 330-362 |
| 关于正确处理人民内部矛盾的问题                        | 1957年2月27日            | 363-402 |
| 在中国共产党全国宣传工作会议 上的讲话                 | 1957年3月12日            | 403-418 |
| 坚持艰苦奋斗，密切联系群众                            | 1957年3月                | 419-422 |
| 事情正在起变化                                        | 1957年5月15日            | 423-429 |
| 中国共产党是全中国人民的领导核心                      | 1957年5月25日            | 430     |
| 组织力量反击右派分子的猖狂进攻                        | 1957年6月8日             | 431-433 |
| 文汇报的资产阶级方向应当批判                          | 1957年7月1日             | 434-439 |
| 打退资产阶级右派的进攻                                | 1957年7月9日             | 440-455 |
| 一九五七年夏季的形势                                  | 1957年7月                | 456-465 |
| 做革命的促进派                                        | 1957年10月9日            | 466-479 |
| 坚定地相信群众的大多数                                | 1957年10月13日           | 480-495 |
| 党内团结的辩证方法                                    | 1957年11月18日           | 496-498 |
| 一切反动派都是纸老虎                                  | 1957年11月18日           | 499-500 |

## 第一次编辑
1967年7月，中共中央决定编辑出版《毛泽东选集》第五卷，其意向直指当时的政治现实。
担负这项任务事务工作的是中央文化革命小组理论组。其时办公地点在中南海甲楼，朱德住乙楼，中央专案组在丙楼，信访局在丁楼。理论组由中国科学院哲学社会科学部（当时简称“学部”，即后来的中国社会科学院）研究人员和来自部队的学习毛主席著作积极分子（有干部也有战士）两部分人组成。
从中央档案馆接管的毛泽东1949年10月1日至1962年的手稿和讲话原始记录稿，在中央警卫团押送下运入、放置在中南海甲楼。甲楼组织称“材料组”，主要任务是保管毛主席的手稿和讲话原始记录稿，看管有关的图书资料、联系秘书局印刷厂和收发室、印制文稿、收发信件等。
《毛泽东选集》第五卷编辑委员会以周恩来为首，加上中央文革碰头会成员。他们在怀仁堂阅读事先准备的毛泽东手稿和讲话，决定哪些文章入选、哪些文章不入选。每次会议的情况，都反映在名为《天天读》的简报上。但不久，选编工作停止。

## 第二次编辑
1969年5月、6月间，《毛泽东选集》第五卷编辑工作再次启动，计划10月1日前夕出版、发行，为国庆20周年献礼。
工作程序为：甲楼将手稿（如果来得及，即誊写为抄件）或原始记录稿送印厂排印成草稿，送丙楼；丙楼工作人员，先按照个人分工予以修改，再集体讨论通过；修改时一律使用铅笔，这样的修改稿可以看出草稿原貌；然后将修改稿分抄一式数份，分送周恩来、陈伯达、康生、张春桥、姚文元等有关政治局委员。这些领导修改后退还丙楼，丙楼再综合他们的意见，形成一个初稿，再送印厂排印。如是反复直到满意为止。
选集中对历史事件的臧否和人物的褒贬，一定程度决定于选编者的取舍。毛泽东讲话有的篇幅较长，有时为了全面辩证地看问题，他要进行全方位多角度的阐述。但是为了适应当时的政治气候和一定的政治目的，选编人员往往根据某个领导的意见，有倾向性地予以取舍，剔除被认为某些观点不正确或与事实不相符合的文稿。有时的取舍哪怕细微到一个副词，都会对读者起诱导作用。又如，毛泽东一些信件有时不是写给一个人的，对某件事情的批评或表扬有时也提到好多参与者。在选集中，这些人的名字留谁不留谁，完全由选编者的主观需要而定。
在当时的历史条件下，一笔下去，入了毛选的人，受褒者可以上天堂，受贬者一定下地狱。这些取舍需要在选编者之间达成平衡、妥协，实际上更是一个政治角力、折冲樽俎的复杂过程。更不用说，对毛泽东讲话原稿文句不完整、表达不准确、逻辑不严密、论述重复，引述的事实、历史、文句待查证等问题，对原文错、漏、衍字和明显有误的标点符号作技术性整理，订正错讹的史实，甚至还要进行必要增删、修饰，编写题解和注释，使之完善，方便阅读。毛泽东有些观点在讲话后有发展、变化的，也要根据后来的发展、变化整理前面文稿。
但到9月末《毛泽东选集》第五卷的送审本出来时，突然接到指示：不出了——因为毛泽东不同意。

## 第三次编辑
1975年，李鑫、胡绳、吴冷西、熊复等参与毛选第五卷材料组编辑工作。
《毛泽东选集》第五卷编定本出版延宕到了1977年3月，而早些时候的1976年10月解决了四人帮问题。出版时间是“两个凡是”出台不久。这个版本收集了毛泽东1949年9月到1957年的重要著作（选编时限较此前缩短）。第五卷卷前《出版说明》称“以后各卷也将陆续出版”。
这个版本，比较完整地反映了“毛泽东同志关于在生产资料所有制的社会主义改造基本完成以后无产阶级和资产阶级、社会主义道路和资本主义道路的斗争还长期存在的科学论断，关于正确区分和处理社会主义社会中敌我矛盾和人民内部矛盾这两类不同性质的矛盾的学说，关于无产阶级专政下继续革命的伟大理论，关于社会主义建设总路线的基本思想”。是对文化大革命的全面肯定。同年4月15日，《人民日报》发表《中共中央关于学习〈毛选〉第五卷的决定》。
在毛泽东逝世一周年前夕，1977年9月8日，新华社发布了“《毛泽东选集》第五卷二亿册印制任务胜利完成”的消息，称从4月15日以后，“截至八月底，全国已经印制普及本、平装本、精装本共二亿册，繁体字竖排本、大字线装本也将在国庆节前后出版。此外，还翻译出版了蒙古、藏、维吾尔、哈萨克、朝鲜五种少数民族文版，印制了盲文版，外文已经翻译出版发行了日文、英文版，法、俄、西班牙文版将陆续翻译出版。《毛泽东选集》第五卷从发稿之日起，到全部完成印制任务止，只用了短短五个多月时间，出版速度之快，印制数量之大，发行范围之广，在我国出版发行的历史上都是空前的。”这一消息随后在全国媒体上发表。在此前后，全国还“掀起了学习毛选五卷的高潮”。
1977年10月，为了解决恢复高考后第一届77级570万人的考卷急需用纸，当时教育部经过请示，同意可以调用印《毛泽东选集》第五卷剩余的纸张。

## 停止发行
齐得平回忆：“1980年初，我用毛泽东手稿和讲话记录，核对了《毛泽东选集》第五卷中的几篇文章，发现有的文章、题解与原文原意不符，起草了中央档案馆手稿保管科对于《毛泽东选集》第五卷编辑的一些意见的报告。经馆领导审阅同意，送曾三转报姚依林、胡乔木同志。建议中央对《毛泽东选集》第五卷进行审查。1981年初，中央文献研究室约我去谈《毛泽东选集》第五卷中的问题。经馆领导同意，我带着有关文稿，去中央文献研究室，详细谈了《毛泽东选集》第五卷中的问题和我的意见。”
此外该版本与《关于建国以来党的若干历史问题的决议》和当时实行的改革开放政策不符，包含了批评邓小平压制群众(见该书325页)，和批评刘少奇不经过中央主席擅自以中央名义发文件(见该书80页)等内容，第五卷在1978年后已停止发行，1982年3月，中共中央宣传部提出《关于停售（毛泽东选集第五卷的请示报告》，得到中央书记处的批准。4月10日，国家出版事业管理局通知新华书店总店，《毛泽东选集》第五卷停售，存书分批化浆处理。）后续各卷也从未出版，但民间仍有人自行编撰毛泽东选集第六、七卷（如静火版、润之赤旗版、草堂版等）。
目前，毛泽东选集第五卷关键词在中华人民共和国各大网站都遭到封锁，这使得购买十分困难。

### 引用
1. ↑  .   [2018-03-18]. （原始内容存档于2019-06-09）.
2. ↑  . paper.sciencenet.cn.   [2023-02-26]. （原始内容存档于2023-02-26）.
3. ↑  . redchinacn.net.   [2025-06-02]. （原始内容存档于2025-06-03）.
4. ↑  . www.kunlunce.com.   [2025-06-02]. （原始内容存档于2025-03-03）.
5. ↑  长歌夜. . 文革与当代史研究网.   [2024-03-08]. （原始内容存档于2024-03-08）.